# Basket Rimini Crabs 2008-2009
Questa voce raccoglie le informazioni riguardanti il Basket Rimini Crabs, nuovamente sponsorizzato Coopsette a partire dal 4 febbraio 2009, nelle competizioni ufficiali della stagione 2008-2009.

## Verdetti stagionali
- Legadue:

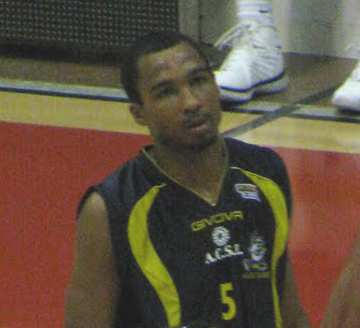
Goss, qui con la canotta di Scafati

  - stagione regolare: 7º posto su 16 squadre (bilancio di 15 vittorie e 15 sconfitte);
  - play-off: eliminazione ai quarti di finale da Casale Monferrato (0-3).

## Stagione
Dopo un biennio di gestione Ticchi (passato alla guida della Nazionale italiana femminile), sulla panchina biancorossa siede inizialmente coach Massimo "Cedro" Galli. In estate vengono firmati gli americani Phil Goss e Chris McCray, mentre il reparto italiani è completato dal veterano Alessandro De Pol in uscita da Varese, da Giacomo Gurini proveniente da Fossombrone e dal cubano di formazione italiana Yankiel Moreno prelevato da Vado Ligure. Il comunitario è il lungo polacco Tomasz Kęsicki, reduce da una serie di infortuni che non gli hanno permesso di vedere il campo negli ultimi anni precedenti a questa esperienza.
La stagione inizia male, complice anche un calendario difficile: il bilancio dopo 6 partite parla infatti di 1 vittoria e 5 sconfitte. A seguito di ciò Galli venne esonerato, mentre al suo posto viene chiamato Giancarlo Sacco. La squadra riesce poi ad invertire il trend riprendendosi con l'andar delle giornate, conquistando la qualificazione ai play-off con un 7º posto finale al termine di un campionato complessivamente molto equilibrato. Ai play-off i riminesi sono subito piegati da Casale Monferrato, uscendo così ai quarti di finale con un 3-0 nella serie.

## Organigramma societario
Area dirigenziale
- Presidente: Adriano Braschi
- Amministratore delegato: Renzo Vecchiato

Area comunicazione
- Addetto stampa: Massimiliano Manduchi
- Relazioni esterne: Alessandro Ceccoli

Area sportiva
- General manager: Renzo Vecchiato
- Direttore sportivo: Maurizio Ferro
- Team manager: Federico Sarti

Area tecnica
- Allenatore: Massimo Galli (fino all'11 novembre), Giancarlo Sacco (dall'11 novembre)
- Vice allenatore: Vincenzo Di Meglio
- Assistente allenatore: Gabriele Ceccarelli

Area sanitaria
- Medico sociale: Enzo Corbari
- Preparatore atletico: Marzio Balducci
- Massaggiatore: Marco Muccini
- Massaggiatore: Alberto Corbari

## Roster
| Basket Rimini Crabs 2008-2009 | Basket Rimini Crabs 2008-2009 |
| Giocatori                     | Staff tecnico                 |
| ----------------------------- | ----------------------------- |

| N. | Naz.                                     | Ruolo | Nome                   | Anno | Alt.   | Peso   |  |
| -- | ---------------------------------------- | ----- | ---------------------- | ---- | ------ | ------ |  |
| 4  | Argentina (bandiera) · Italia (bandiera) | PG    | Germán Scarone (C)     | 1975 | 190 cm | 86 kg  |  |
| 5  | Stati Uniti (bandiera)                   | PG    | Phil Goss              | 1983 | 188 cm | 82 kg  |  |
| 6  | Cuba (bandiera) · Italia (bandiera)      | PG    | Yankiel Moreno         | 1990 | 190 cm | 80 kg  |  |
| 7  | Italia (bandiera)                        | GA    | Nicholas Crow          | 1989 | 198 cm | 80 kg  |  |
| 8  | Italia (bandiera)                        | P     | Mauro Pinton           | 1984 | 185 cm | 80 kg  |  |
| 9  | Italia (bandiera)                        | A     | Alessandro De Pol      | 1972 | 204 cm | 105 kg |  |
| 13 | Stati Uniti (bandiera)                   | GA    | Chris McCray           | 1984 | 198 cm | 89 kg  |  |
| 14 | Italia (bandiera)                        | C     | Cristiano Zanus Fortes | 1971 | 206 cm | 112 kg |  |
| 15 | Italia (bandiera)                        | AC    | Tommaso Rinaldi        | 1985 | 204 cm | 101 kg |  |
| 16 | Italia (bandiera)                        | GA    | Giacomo Gurini         | 1984 | 190 cm | 93 kg  |  |
| 18 | Polonia (bandiera)                       | AC    | Tomasz Kęsicki         | 1986 | 212 cm | 110 kg |  |
| 20 | Argentina (bandiera) · Italia (bandiera) | AC    | Sebastián Cacciola     | 1982 | 207 cm | 108 kg |  |

| Allenatore                                                                                             |
| - Massimo Galli (fino all'11 novembre) - Giancarlo Sacco (dall'11 novembre)                            |
| Assistente/i                                                                                           |
| - Vincenzo Di Meglio - Gabriele Ceccarelli Legenda - (C) Capitano Roster Aggiornato al: 30 giugno 2009 |

## Risultati

### Campionato

#### Stagione regolare

##### Girone di andata
| Arbitri: | Maurizio Biggi Paolo Longhi Roberto Castelluccio |

|            |          |               |
| McCray 25  | Punti    | 22 Maestranzi |
| Scarone 3  | Assist   | 8 Maestranzi  |
| Kęsicki 11 | Rimbalzi | 10 Boykin     |

| Arbitri: | Francesco Paronelli Alessandro Terreni Vincenzo Terranova |

|            |          |          |
| Dowdell 19 | Punti    | 26 Goss  |
| Dowdell 4  | Assist   | 3 Goss   |
| Fantoni 8  | Rimbalzi | 7 McCray |

| Arbitri: | Roberto Pinto Gaetano Perretti Nicola Beneduce |

|                                |          |                       |
| McCray 21                      | Punti    | 18 Viggiano           |
| De Pol, Goss, Moreno, Pinton 3 | Assist   | 2 Evangelisti, Mobley |
| De Pol 7                       | Rimbalzi | 5 Ammannato, Viggiano |

| Arbitri: | Maurizio Pascotto Eduardo Ciano Claudio Di Toro |

|            |          |                   |
| Galanda 17 | Punti    | 12 Goss           |
| Passera 4  | Assist   | 4 Goss            |
| Cotani 11  | Rimbalzi | 5 De Pol, Kęsicki |

| Arbitri: | Luca Weidmann Vincenzo Terranova Calogero Cappello |

|           |          |                |
| McCray 18 | Punti    | 26 Whiting     |
| Scarone 3 | Assist   | 5 Rowe         |
| Rinaldi 9 | Rimbalzi | 8 Ezugwu, Rowe |

| Arbitri: | Alessandro Vicino Gabriele Bettini Guido Federico Di Francesco |

|                    |          |          |
| Scarone 18         | Punti    | 20 Carra |
| Scarone 4          | Assist   | 3 Carra  |
| cinque giocatori 5 | Rimbalzi | 9 Melli  |

| Arbitri: | Emanuele Aronne Gianluca Calbucci Renato Giovanrosa |

|         |          |                |
| Bunn 22 | Punti    | 28 Goss        |
| Swann 3 | Assist   | 6 McCray       |
| Bunn 12 | Rimbalzi | 7 Zanus Fortes |

| Arbitri: | Maurizio Biggi Gianni Caroti Andrea Masi |

|                    |          |          |
| McCray, Scarone 23 | Punti    | 19 Mian  |
| Goss 3             | Assist   | 5 Nissim |
| McCray, Rinaldi 6  | Rimbalzi | 8 Allen  |

| Arbitri: | Paolo Longhi Gianfranco Ciaglia Maurizio Rostain |

|                    |          |                 |
| Mbemba 24          | Punti    | 29 Scarone      |
| Calabria 4         | Assist   | 2 Scarone       |
| Calabria, Cusin 10 | Rimbalzi | 7 Goss, Kęsicki |

| Arbitri: | Emanuele Aronne Giorgio Provini Guido Federico Di Francesco |

|                  |          |                |
| Killingsworth 26 | Punti    | 21 McCray      |
| Parente 4        | Assist   | 1 Goss, Gurini |
| Killingsworth 9  | Rimbalzi | 8 Rinaldi      |

| Arbitri: | Alessandro Vicino Vincenzo Terranova Nicola Beneduce |

|            |          |               |
| Kęsicki 18 | Punti    | 17 Lorenzetti |
| Scarone 6  | Assist   | 5 Fúlvio      |
| Rinaldi 6  | Rimbalzi | 8 Ringström   |

| Arbitri: | Luca Weidmann Gianluca Calbucci Francesco Paronelli |

|                        |          |                         |
| Tyler 17               | Punti    | 32 Goss                 |
| McCullough, Rosselli 4 | Assist   | 3 De Pol, Goss, Scarone |
| Toppo 7                | Rimbalzi | 9 Goss                  |

| Arbitri: | Emanuele Aronne Giovanni Di Modica Calogero Cappello |

|                        |          |               |
| Goss 25                | Punti    | 19 Janičenoks |
| Pinton, Zanus Fortes 2 | Assist   | 5 Green       |
| Zanus Fortes 8         | Rimbalzi | 8 Bougaïeff   |

| Arbitri: | Paolo Bertelli Corrado Federici Andrea Masi |

|                          |          |            |
| Boyette 26               | Punti    | 30 Scarone |
| Bagnoli, Boyette, Kemp 1 | Assist   | 4 Scarone  |
| Bagnoli 8                | Rimbalzi | 6 Scarone  |

| Arbitri: | Maurizio Pascotto Gianluca Calbucci Renato Giovanrosa |

|                          |          |            |
| Goss, Pinton, Scarone 17 | Punti    | 20 Davison |
| Goss 7                   | Assist   | 4 Busca    |
| Kęsicki 8                | Rimbalzi | 11 Davison |

##### Girone di ritorno
| Arbitri: | Roberto Materdomini Vincenzo Terranova Barbara La Rocca |

|                    |          |                          |
| Ryan 20            | Punti    | 22 Goss                  |
| Boykin, Maggioli 4 | Assist   | 6 Scarone                |
| Maggioli 11        | Rimbalzi | 4 Goss, Kęsicki, Rinaldi |

| Arbitri: | Roberto Pasetto Paolo Longhi Claudio Di Toro |

|                  |          |            |
| Goss 25          | Punti    | 24 Dowdell |
| Goss 4           | Assist   | 3 Dowdell  |
| De Pol, McCray 7 | Rimbalzi | 9 Smith    |

| Arbitri: | Maurizio Pascotto Alessandro Terreni Calogero Cappello |

|                    |          |                 |
| Colussi, Mobley 20 | Punti    | 22 Goss, McCray |
| Cinciarini 6       | Assist   | 10 Goss         |
| Colussi 5          | Rimbalzi | 10 De Pol       |

| Arbitri: | Luca Weidmann Giorgio Provini Barbara La Rocca |

|           |          |                   |
| Goss 25   | Punti    | 20 Martinoni      |
| Scarone 4 | Assist   | 4 Childress       |
| Scarone 8 | Rimbalzi | 6 Cotani, Galanda |

| Arbitri: | Roberto Materdomini Francesco Paronelli Claudio Di Toro |

|           |          |                |
| Rowe 22   | Punti    | 15 Goss        |
| Rowe 4    | Assist   | 2 Goss, McCray |
| Vanuzzo 9 | Rimbalzi | 7 McCray       |

| Arbitri: | Roberto Pasetto Vincenzo Terranova Maurizio Rostain |

|           |          |           |
| Carra 15  | Punti    | 23 Goss   |
| Young 4   | Assist   | 4 Scarone |
| Infante 6 | Rimbalzi | 7 Goss    |

| Arbitri: | Gianni Caroti Corrado Federici Gianfranco Ciaglia |

|            |          |          |
| Kęsicki 17 | Punti    | 29 Riley |
| Goss 4     | Assist   | 4 Ferri  |
| Rinaldi 9  | Rimbalzi | 12 Bunn  |

| Arbitri: | Paolo Longhi Roberto Castelluccio Renato Giovanrosa |

|                    |          |           |
| Nissim 23          | Punti    | 28 Goss   |
| Nissim, Robinson 3 | Assist   | 4 Scarone |
| Hines 16           | Rimbalzi | 8 Rinaldi |

| Arbitri: | Alessandro Vicino Gabriele Bettini Maurizio Rostain |

|            |          |          |
| McCray 17  | Punti    | 26 Bell  |
| McCray 6   | Assist   | 9 Mbemba |
| Kęsicki 14 | Rimbalzi | 13 Cusin |

| Arbitri: | Roberto Pinto Vincenzo Terranova Andrea Masi |

|                           |          |                  |
| Goss, Rinaldi, Scarone 19 | Punti    | 16 Killingsworth |
| Scarone 9                 | Assist   | 4 Hatten         |
| De Pol 9                  | Rimbalzi | 9 Hatten         |

| Arbitri: | Emanuele Aronne Paolo Bertelli Eduardo Ciano |

|                     |          |            |
| Ruini 18            | Punti    | 17 Scarone |
| quattro giocatori 2 | Assist   | 7 McCray   |
| Lloreda 12          | Rimbalzi | 9 Rinaldi  |

| Arbitri: | Alessandro Terreni Corrado Federici Gaetano Perretti |

|            |          |               |
| Goss 23    | Punti    | 14 McCullough |
| Scarone 4  | Assist   | 5 McCullough  |
| Rinaldi 13 | Rimbalzi | 8 Toppo       |

| Arbitri: | Roberto Pasetto Giorgio Provini Guido Federico Di Francesco |

|              |          |            |
| George 18    | Punti    | 15 Rinaldi |
| Rombaldoni 9 | Assist   | 4 Scarone  |
| George 10    | Rimbalzi | 10 Kęsicki |

| Arbitri: | Luca Weidmann Giovanni Di Modica Maurizio Rostain |

|           |          |           |
| McCray 23 | Punti    | 31 Kemp   |
| Goss 4    | Assist   | 6 Boyette |
| McCray 13 | Rimbalzi | 8 Kemp    |

| Arbitri: | Maurizio Biggi Paolo Bertelli Andrea Masi |

|            |          |            |
| Davison 21 | Punti    | 13 Scarone |
| Busca 4    | Assist   | 3 Scarone  |
| Ndoja 10   | Rimbalzi | 10 Kęsicki |

#### Play-off
| Arbitri: | Roberto Pasetto Gaetano Perretti Francesco Paronelli |

|            |          |           |
| Dowdell 19 | Punti    | 24 McCray |
| Ghiacci 5  | Assist   | 5 Goss    |
| Smith 7    | Rimbalzi | 9 Rinaldi |

| Arbitri: | Emanuele Aronne Giovanni Di Modica Corrado Federici |

|                     |          |                |
| Mathis, Schultze 15 | Punti    | 13 Scarone     |
| Schultze 3          | Assist   | 3 Goss, McCray |
| Smith 12            | Rimbalzi | 4 Cacciola     |

| Arbitri: | Roberto Pinto Gianni Caroti Gabriele Bettini |

|            |          |           |
| Scarone 21 | Punti    | 17 Smith  |
| McCray 2   | Assist   | 5 Dowdell |
| Cacciola 8 | Rimbalzi | 15 Smith  |